# Європейський союз настільного тенісу
Європе́йський сою́з насті́льного те́нісу (англ. European Table Tennis Union, ETTU) — головна організація настільного тенісу в Європі.
Нині до складу ETTU входять національні федерації настільного тенісу 56 країн.

## Історія створення
На Чемпіонаті світу з настільного тенісу 1956 року в Токіо (Японія) Міжнародна федерація настільного тенісу (ITTF) запропонувала федераціям настільного тенісу європейських країн об'єднатись і після Чемпіонату світу 1957 року в Стокгольмі (Швеція) розглянути можливість проведення Чемпіонату Європи з настільного тенісу.
Перша розвідувальна дискусія з цього приводу між представниками європейських асоціацій відбулася 17 лютого 1957 року, під час Відкритого чемпіонату Франції в Руані, де присутні погодилися представити пропозиції щодо проведення Чемпіонату Європи на наступну нараду в Стокгольмі.
9 березня 1957 року, під час Чемпіонату світу в Стокгольмі, відбулась попередня зустріч, на якій були обговорені основні пропозиції. На наступному засіданні, 13 березня 1957 року, сімнадцять європейських країн: Бельгія, Болгарія, Іспанія, Люксембург, НДР, Нідерланди, Португалія, СРСР, Угорщина, Уельс, Фінляндія, Франція, ФРН, Чехословаччина, Швеція і Югославія стали засновниками і членами Європейського Союзу настільного тенісу.
Для організації проведення першого Чемпіонату Європи, зобов'язання провести який в Будапешті в 1958 році взяла на себе угорська Асоціація, була обрана Рада з семи осіб.
Першим президентом обрано француза Жана Біло.

## Країни-учасниці
1. Австрія
2. Азербайджан
3. Албанія
4. Англія
5. Андорра
6. Бельгія
7. Білорусь
8. Болгарія
9. Боснія і Герцеговина
10. Вірменія
11. Гернсі
12. Греція
13. Грузія
14. Данія
15. Джерсі
16. Естонія
17. Ізраїль
18. Ірландія
19. Ісландія
20. Іспанія
21. Італія
22. Кіпр
23. Косово
24. Латвія
25. Литва
26. Ліхтенштейн
27. Люксембург
28. Північна Македонія
29. Мальта
30. Молдова
31. Монако
32. Нідерланди
33. Німеччина
34. Норвегія
35. Острів Мен
36. Польща
37. Португалія
38. Росія
39. Румунія
40. Сан-Марино
41. Сербія
42. Словаччина
43. Словенія
44. Туреччина
45. Угорщина
46. Уельс
47. Україна (ФНТУ)
48. Фарерські острови
49. Фінляндія
50. Франція
51. Хорватія
52. Чехія
53. Чорногорія
54. Швейцарія
55. Швеція
56. Шотландія